# Дьюхерст, Дэвид
Дэвид Дьюхерст, полное имя Дэвид Генри Дьюхерст (англ. David Henry Dewhurst; род. 18 августа 1945, Хьюстон, Техас) — американский политик, 41-й вице-губернатор Техаса.

## Биография
Дэвид Дьюхерст родился 18 августа 1945 года в Хьюстоне (штат Техас). Когда ему было около трёх лет, его отец погиб в автокатастрофе, и его воспитывала его мать. Там же, в Хьюстоне, он окончил школу Ламар (англ. Lamar High School).
После этого он учился в Университете Аризоны, а также играл за университетскую баскетбольную команду. Он окончил Университет Аризоны в 1967 году и получил степень бакалавра искусств (B.A.).
С 1967 по 1970 год Дьюхерст служил в военно-воздушных силах США и принимал участие в войне во Вьетнаме, а после этого с 1971 по 1974 год работал в ЦРУ, в частности, в Боливии.
После этого он учился в школе права (англ. law school), а в 1978 году вернулся в Хьюстон и организовал нефтесервисную компанию, которая разорилась во время падения цен на нефть в начале 1980-х годов. В 1981 году он основал энергетическую инвестиционную компанию Falcon Seaboard — этот бизнес был более успешным и принёс ему финансовую обеспеченность.
Дэвид Дьюхерст победил на выборах вице-губернатора Техаса в ноябре 2002 года, и занял этот пост в январе 2003 года. Впоследствии он два раза сохранял свой пост, побеждая на выборах вице-губернатора штата в 2006 и 2010 годах. 
18 июля 2011 года, уже зная, что Кэй Бэйли Хатчисон не будет переизбираться на следующий срок на место сенатора США от Техаса, Дэвид Дьюхерст объявил о своём намерении участвовать в избирательной кампании. Первичные выборы кандидата от республиканской партии на пост сенатора США от Техаса состоялись 29 мая 2012 года. Основным соперником Дэвида Дьюхерста был Тед Круз. Дьюхерст набрал 45% голосов, в то время как у Круза было 34%. Тем не менее, поскольку Дьюхерст набрал менее 50%, на 31 июля 2012 года был назначен второй тур голосования, в котором оставались только эти два кандидата. Во втором туре Круз опередил Дьюхерста на 14% (57% против 43%), несмотря на поддержку, которую оказывали последнему губернатор Техаса Рик Перри и другие известные политики. 
В январе 2013 года Давид Дьюхерст подтвердил, что он собирается участвовать в следующих выборах вице-губернатора Техаса, которые должны состояться в 2014 году.